# Macoma acolasta
Macoma acolasta är en musselart som beskrevs av Dall 1921. Macoma acolasta ingår i släktet Macoma och familjen Tellinidae. Inga underarter finns listade i Catalogue of Life.